# Philip Van Doren Stern
Philip Van Doren Stern (* 10. September 1900 in Wyalusing, Pennsylvania; † 31. Juli 1984 in Sarasota, Florida) war ein US-amerikanischer Autor und Historiker. Er schrieb die Kurzgeschichte The Greatest Gift (1943), die als Vorlage für den Film Ist das Leben nicht schön? fungierte.

## Leben und Karriere
Philip Van Doren Stern wurde als Sohn eines Handelsreisenden bayrischer Herkunft in einem kleinen Dorf in Pennsylvania geboren. Er machte seinen Abschluss an der Rutgers University im Jahre 1924. Nach einer kurzen Karriere in der Werbebranche arbeitete Von Doren Stern schließlich als Autor und Herausgeber von fast 30 Büchern zwischen 1932 und 1973. Er machte sich insbesondere einen Namen als Verfasser zahlreicher historischer Werke, wobei der Amerikanische Bürgerkrieg als sein Spezialgebiet galt. Er verfasste Biografien über John Wilkes Booth, Abraham Lincoln und Robert E. Lee sowie über geheime Militäraktionen im Zuge des Bürgerkriegs. Da seine Interessen jedoch breit gefächert waren, schrieb Van Doren Stern auch Bücher über die Urzeit, Steinzeitmalereien sowie das Ford Modell T. Er bearbeitete und veröffentlichte ebenfalls Werke von Henry David Thoreau, Thomas De Quincey und Edgar Allan Poe.
Doch neben Sachbüchern schrieb Van Doren Stern auch einige fiktionale Erzählungen aus den Bereichen Fantasy und Science Fiction. Bekannt ist er heute auch vor allem als Verfasser der Kurzgeschichte The Greatest Gift, die als Vorlage für den Filmklassiker Ist das Leben nicht schön? aus dem Jahre 1946 diente. Die Idee zur Kurzgeschichte bekam Van Doren Stern Ende der 1930er-Jahre durch einen Traum. Über mehrere Jahre arbeitete er verschiedene Entwürfe aus, doch letztlich wollte kein Verlag seine Geschichte veröffentlichen. Daher verschickte er die Geschichte auf insgesamt 200 Weihnachtskarten an seine Freunde und Verwandten. Immer mehr Menschen wurden dadurch auf The Greatest Gift aufmerksam, bis das Filmstudio RKO Pictures Van Doren Stern im Jahre 1944 die Filmrechte für 10.000 US-Dollar abkaufte. Doch RKO Pictures wusste nicht recht etwas mit der Geschichte anzufangen und verkaufte die Rechte an Regisseur Frank Capra weiter, der daraus Ist das Leben nicht schön? drehte. Wie auch der Film enthielt Van Doren Sterns Kurzgeschichte bereits den suizidgefährdeten George, dem durch einen Engel gezeigt wird, wie das Leben seiner Freunde gewesen wäre, wenn er nie geboren wäre.
Philip Van Doren Stern war verheiratet und hatte eine Tochter. Er verstarb 1984 im Alter von 83 Jahren in Florida an Herzversagen.

## Werke
- The greatest gift, with an afterword by Marguerite Stern Robinson ; illustrations by Andrew Davidson, New York, NY : Simon & Schuster, 2014 (Original: 1943), ISBN 978-1-4767-7886-0